# مینامی‌تانه، کاگوشیما
می‌نامی‌تانه، کاگوشیما (به لاتین: Minamitane, Kagoshima) یک منطقهٔ مسکونی در ژاپن است که در Kumage District واقع شده‌است. می‌نامی‌تانه ۱۱۰٫۴۰ کیلومترمربع مساحت و ۵٬۹۲۵ نفر جمعیت دارد.